# Memories Off 〜それから again〜
『Memories Off 〜それから again〜』（メモリーズオフ 〜それから アゲイン〜）は、2006年3月23日に株式会社KIDよりPlayStation 2で発売された恋愛アドベンチャーゲーム。（CEROレーティング12才以上対象）
Memories Off 〜それから〜の続編である。

## 概要
前作、「メモリーズオフ 〜それから〜」のヒロインである、いのり・雅・果凛のその後の話を描いた、いわばアフターストーリー・外伝的な物語。ただし、3人のそれぞれの話は独立しており、前作をプレイしていないと話の内容を掴むのは難しい。
コンセプトは「不穏な出来事などなく、とにかくいちゃいちゃする」。いのり編では、前作ではあまり見られなかった明るい彼女を見ることができ、果凛編では変わらない4人の関係が描かれている。縁・葉夜の後日談は挿入されていないが、これは本作が当初イベント販売用の低予算企画だったことの名残である。
Memories offシリーズで唯一稲穂信が登場しない作品である。（ネパールに旅行中のため）
今作から、鷺沢縁の声優が石原絵理子から成田紗矢香に変更されている。

## 機能

### メッセージログ
ゲーム中に△ボタンを押すとバックログが表示されます。この機能は、進んできたテキストを読み返したり音声の再生をする事が可能です。また、好きな所からゲームを再開することもできます。(一部戻れないシーンもあります。)

### システムメニュー
ゲーム中に□ボタンを押すとシステムメニューが表示されます。そこではゲームデータのロードやセーブの他、操作方法を確認したり、ゲーム環境の設定をしたりする事が可能です。

### クイックセーブ&クイックロード
簡易的にデータの保存や読み出しを行う機能です。初期状態では"選択肢+タイトル毎"に、自動的にクイックセーブが行われます。データの保存量は最大64個まで保存され、それを超えると古い順に削除されていきます。任意でクイックセーブを行いたい場合やそうでない場合はシステムメニューから切り替え可能です。
※残しておきたいデータは△ボタンでロックできます。これはプレイステーション２本体に記憶させる機能の為、本体の電源を切った場合はクイックセーブの内容は全て消去されてしまいます。

## 登場人物
鷺沢 一蹴（さぎさわ いっしゅう）
本作と「それから」の主人公。11月22日生まれ。

### ヒロイン
陵 いのり（みささぎ いのり）
声 - 小林沙苗
8月21日生まれ。血液型:Ｏ型 身長:160cm 体重:42kg
趣味はミュージカル鑑賞、ピアノ、料理など。なぞなぞを出すのが好き。過去のわだかまりを超え、一途に一蹴を愛する。
藤原 雅（ふじわら みやび）
声 - かかずゆみ
4月6日生まれ。血液型:ＡＢ 身長:163cm 体重:46kg
呉服屋の娘、クールでシニカルな性格。和菓子など甘いものが好き。まだ照れはあるものの、一蹴を本当の恋人に選んだ
花祭 果凛（はなまつり かりん）
声 - 榎本温子
7月13日生まれ。血液型:ＡＢ 身長:168cm 体重:48kg
愛称、りかりん。超が付きそうなお嬢様。青峯学院大学へ通う学生でありながら、モデルの仕事もしている。正義感が強く、白黒はっきり付けたがる性格。面倒見もよく、礼儀もマナーもわきまえている。今ある思いに正直に、一蹴に恋をしている。

### サブキャラクター
鷺沢 縁（さぎさわ ゆかり）
声 - 成田紗矢香
一蹴の義妹。猫が大好き。頭脳明晰で成績優秀。とても甘えん坊で、兄の一蹴にとても懐いている。3月2日生まれ。
力丸 紗代里（りきまる さより）
声 - 小林由美子
なぎなた部に所属。縁の親友。3月3日生まれ。「女の中の女」を目指して、今日も猪突猛進する、元気娘。苗字は公然の秘密にしている。
野乃原 葉夜（ののはら はや）
声 - こやまきみこ
愛称、のんちゃん。空想壁があって、ちょっと普通よりずれている女の子。
元は一蹴と共にならずやでバイトをしていたが、現在は果凛の家でメイドを務める。5月4日生まれ。
黒須 カナタ（くろす かなた）
声 - 村田あゆみ
10月28日生まれ。浜咲学園の生徒だったが、ある日突然退学し、モデルとなって千羽谷に戻ってきた。
鷺沢 衛（さぎさわ まもる）
声 - 間島淳司
一蹴の義父。ビール会社勤務。
鷺沢 朋美（さぎさわ ともみ）
声 - 宮川美保
一蹴の義母。
花祭 香憐（はなまつり かれん）
声 - 今瀬未知
果凛の母。
吉祥寺 隼人（きちじょうじ はやと）
声 - 間島淳司
果凛の幼馴染。
柏崎 正巳（かしわざき まさみ）
声 - 西垣俊作
雅の伯父。
柏崎 とおこ（かしわざき とおこ）
声 - 上原さやか
雅の叔母。
柏崎のおばあちゃん（かしわざきのおばあちゃん）
声 - 山口茜
正巳、とおこの母。
花祭 清志朗（はなまつり せいしろう）
声 - 西垣俊作
果凛の父。
鷹司 あいか（たかつかさ あいか）
声 - 石川桃子
隼人の婚約者。

## スタッフ
- プロデューサー : 柴田太郎
- ディレクター : 相澤こたろー
- シナリオ : 林直孝、健部伸明、大原広行
- キャラクターデザイン : 松尾ゆきひろ、輿水隆之
- サブキャラデザイン : 伊藤まさひさ
- 音楽 : 阿保剛
  - OP : Drawing Again
    - 作詞、作曲 : 志倉千代丸、編曲 : 磯江俊道 / 歌 : 村田あゆみ

  - ED : 僕のwish
    - 作詞、作曲 : 志倉千代丸、編曲 : 磯江俊道 / 歌 : 村田あゆみ

## 関連商品

### CD
- Drawing Again / 僕のwish (2006年4月21日)
- Memories Off 〜それから again〜 Audio Collection (2006年4月21日)

総て5pb.より発売、ジェネオンエンタテインメントより販売。

### 小説
- メモリーズオフ 〜それから again〜 ISBN 4-7577-2803-4

日暮茶坊作、エンターブレインより発売